# Altjeßnitz
Altjeßnitz is een plaats en voormalige gemeente in de Duitse deelstaat Saksen-Anhalt, en maakt deel uit van de Landkreis Anhalt-Bitterfeld.
Altjeßnitz telt 462 inwoners.